# Festival de Marne
 (juillet 2021).
 (juillet 2021).
La mise en forme du texte ne suit pas les recommandations de Wikipédia : il faut le « wikifier ».
Les points d'amélioration suivants sont les cas les plus fréquents. Le détail des points à revoir est peut-être précisé sur la page de discussion.
- Les titres sont pré-formatés par le logiciel. Ils ne sont ni en capitales, ni en gras.
- Le texte ne doit pas être écrit en capitales (les noms de famille non plus), ni en gras, ni en italique, ni en « petit »…
- Le gras n'est utilisé que pour surligner le titre de l'article dans l'introduction, une seule fois.
- L'italique est rarement utilisé : mots en langue étrangère, titres d'œuvres, noms de bateaux, etc.
- Les citations ne sont pas en italique mais en corps de texte normal. Elles sont entourées par des guillemets français : « et ».
- Les listes à puces sont à éviter, des paragraphes rédigés étant largement préférés. Les tableaux sont à réserver à la présentation de données structurées (résultats, etc.).
- Les appels de note de bas de page (petits chiffres en exposant, introduits par l'outil «  Source ») sont à placer entre la fin de phrase et le point final[comme ça].
- Les liens internes (vers d'autres articles de Wikipédia) sont à choisir avec parcimonie. Créez des liens vers des articles approfondissant le sujet. Les termes génériques sans rapport avec le sujet sont à éviter, ainsi que les répétitions de liens vers un même terme.
- Les liens externes sont à placer uniquement dans une section « Liens externes », à la fin de l'article. Ces liens sont à choisir avec parcimonie suivant les règles définies. Si un lien sert de source à l'article, son insertion dans le texte est à faire par les notes de bas de page.
- La présentation des références doit suivre les conventions bibliographiques. Il est recommandé d'utiliser les modèles {{Ouvrage}}, {{Chapitre}}, {{Article}}, {{Lien web}} et/ou {{Bibliographie}}. Le mode d'édition visuel peut mettre en forme automatiquement les références.
- Insérer une infobox (cadre d'informations à droite) n'est pas obligatoire pour parachever la mise en page.

Pour une aide détaillée, merci de consulter Aide:Wikification.
Si vous pensez que ces points ont été résolus, vous pouvez retirer ce bandeau et améliorer la mise en forme d'un autre article.
Le Festi'Val de Marne est un festival de musique créé en 1987. Il est géré par l'association Festi'Val de Marne en partenariat avec le département du Val de Marne. Celle-ci se donne pour but de soutenir et d’encourager la chanson d'expression française, d’inciter à la création, de contribuer à sa diffusion et à sa popularisation par la réalisation de spectacles et d'évènements de divers domaines artistiques (chansons, musiques actuelles, poésies).
La caractéristique du Festi'Val de Marne est la programmation systématique de "Première Partie" précédée parfois de "Premier Pas", interprétations de courte durée permettant à des artistes en devenir d'acquérir l'expérience de la scène devant un public nombreux.
Au-delà de la manifestation en elle-même, qui a lieu depuis 1987 durant plus de deux semaines au mois d’octobre dans une trentaine de salles de spectacle du Val-de-Marne, le Festi’Val de Marne travaille également tout au long de l’année à défendre et à accompagner la jeune création et les artistes qui se sont développés en marge des sentiers battus. Cette volonté a trouvé un prolongement avec la création de la JIMI (Journée des Initiatives Musicales Indépendantes) en 2007, journée de rencontres, forums et concerts qui mettent en avant le dynamisme des acteurs de la scène indépendante.

## Historique
En 1987, le Conseil général du Val-de-Marne prend l'initiative de créer une grande manifestation dont le but est de présenter les multiples facettes du voyage de la chanson en les rendant accessibles au plus grand nombre. Le Festi’Val de Marne est né lors d’une rencontre entre le chanteur Jean Ferrat et le premier vice-président du conseil général, également conseiller municipal de la ville d’Ivry-sur-Seine. De ce fait, Gérard Meys (directeur artistique de Jean Ferrat) est devenu le premier directeur du Festival jusqu’en 1993, son adjoint Jean-Claude Barens lui succède, et depuis janvier 2013 la direction est assurée par Denis Collinot.
La première année, l'événement ne dure qu'un week-end, et un simple chapiteau est dressé sur une friche d'Ivry-sur-Seine. Dès la deuxième année, le Festi’Val de Marne est accueilli dans huit villes du département, ouvrant ainsi les saisons des théâtres. Au fil des années, le festival se développe progressivement. Il alors est présent dans une vingtaine de villes du département et au Parc interdépartemental des sports de Choisy-le-Roi.
La programmation « Refrains des Gamins », destinée au jeune public, existe, elle, depuis la 1re édition. Elle accueille fréquemment des spectacles créés pour l'occasion.
La programmation Musiques Actuelles, qui s’ajoute à la Chanson Française, apparaît lors de la 3e édition avec des groupes tels que Les Satellites, Le Cri de la Mouche, Les Négresses Vertes…
En 2010, l'espace chapiteau qui accueillait entre autres des grandes soirées Musiques actuelles et la Journée des initiatives musicales indépendantes (JIMI) avec ses 12 groupes et ses 160 exposants, ses expositions disparaît. Cependant, le travail entrepris par le Festi'Val de Marne ne s'arrête pas. La JIMI a trouvé de nouveaux lieux d'accueil.
Aujourd’hui chaque édition voit une cinquantaine de spectacles être présentés dans une trentaine de salles de spectacle.[réf. nécessaire]
L'édition 2018 a accueilli plus de 20 000 spectateurs.

## Site officiel
- « Home - Festival de Marne », sur Festival de Marne (consulté le 5 septembre 2020)